# Aleksej Turkin
Aleksej Turkin (10 gennaio 1979) è un pentatleta russo.

## Palmarès
In carriera ha conseguito i seguenti risultati:
- Mondiali:

Millfield 2001: bronzo nel pentathlon moderno a squadre.
Mosca 2004: oro nel pentathlon moderno staffetta a squadre.
Varsavia 2005: oro nel pentathlon moderno a squadre ed argento individuale e staffetta a squadre.
Budapest 2008: oro nel pentathlon moderno a squadre.
- Europei

Drzonków 1999: bronzo nel pentathlon moderno individuale.
Székesfehérvár 2000: oro nel pentathlon moderno a squadre.
Usti nad Labem 2003: oro nel pentathlon moderno a squadre.
Albena 2004: argento nel pentathlon moderno staffetta a squadre e bronzo a squadre.
Montepulciano 2005: argento nel pentathlon moderno a squadre.
Budapest 2006: bronzo nel pentathlon moderno a squadre e staffetta a squadre.
Riga 2007: oro nel pentathlon moderno staffetta a squadre.
Mosca 2008: oro nel pentathlon moderno a squadre.